# 鈴木丈章
鈴木 丈章（すずき たけあき、1980年〈昭和55年〉生まれ）は、日本の実業家。株式会社伍代代表取締役。元国会議員秘書。建設・不動産・法務分野を中心に、複数企業の社外取締役や経営顧問も務めている。

## 経歴
近畿大学短期大学部を卒業。ゼネコンに勤務し建築および不動産取引の実務に従事。その後独立し、2015年に株式会社伍代を設立。建設・不動産・解体・トレーラーハウス事業などを展開している。
政界では、2013年より渡辺喜美元金融担当大臣の秘書を務め、約9年間にわたり政治活動を支援した。
法務体制の強化として、2016年より橋下綜合法律事務所（代表：橋下徹弁護士）を顧問に迎え、2023年からは幻冬舎の編集者・箕輪厚介を顧問とし、広報・ブランディングにも注力している。
2024年には、企業問題の調査を目的とした特別調査委員会の委員に選任され、旧ジャニーズ事務所チーフコンプライアンスオフィサー・山田将之弁護士らとともに調査活動に従事した。

## 活動
株式会社伍代の経営者として、建設・不動産・解体・トレーラーハウス関連の事業を手がける。近年は、SNSや動画配信サービスを通じて、医師や経営者など各分野の専門家との対談や情報発信も行っている。
また、メール相談窓口を設置し、経営・人間関係・家庭問題など多様なテーマに関する相談に応じており、累計対応件数は2万件を超える。
企業経営支援では、上場企業やスタートアップ企業を対象に、経営顧問・社外取締役として法務コンプライアンス、事業戦略、組織再編などに携わっている。